# Kim Ki-nam
Dans ce nom, le nom de famille, Kim, précède le nom personnel Ki-nam.
Pour les articles homonymes, voir Kim.
Kim Ki-nam (en coréen : 김기남), né le 28 août 1929 et mort le 7 mai 2024, est un fonctionnaire nord-coréen. Il est vice-président (ancien secrétaire) du Parti des travailleurs de Corée et directeur du département de la propagande et de l'agitation, responsable de la coordination de la presse, des médias, des beaux-arts et de l'édition du pays.

## Biographie

### Jeunesse et formation
Kim Ki-nam est né à Wonsan, en Corée du Nord.
Il est diplômé de l'université Kim Il-sung et des écoles du parti soviétique.

### Carrière
Kim Ki-nam travaille d'abord dans les affaires étrangères, notamment comme ambassadeur de Corée du Nord à Pékin au début des années 1950, avant de rejoindre le département de propagande et d'agitation à la fin des années 1960. En 1974, est nommé rédacteur en chef du magazine théorique du Parti, Kulloja, et en 1976, il est promu rédacteur en chef de Rodong Sinmun. Il est crédité pour avoir produit des articles et des essais créant le culte de Kim Jong-il et louant le rôle historique de Kim Il-sung. Il a été élu au Comité central du PTC lors du 6e congrès du Parti en octobre 1980, directeur du département de la propagande et de l'agitation en avril 1989 et simultanément secrétaire pour la propagande et l'histoire du parti en 1992.
Kim Ki-nam est le chef de la propagande du parti et le principal auteur des slogans politiques du pays à partir de l'arrivée au pouvoir de Kim Jong-il. Il est chargé d'assurer la succession de Kim Jong-un et est nommé au Politburo en septembre 2010. Il est l'un des deux seuls officiels civils qui accompagnent le cercueil de Kim Jong-il lors de ses funérailles en décembre 2011, l'autre étant Choe Thae-bok.
Il est également vice-président du Comité pour la réunification pacifique de la patrie, dans ce cadre, il effectue de nombreuses visites dans le Sud, et remplit plusieurs mandats à l'Assemblée populaire suprême, à laquelle il est élu pour la première fois en novembre 1977.
En 2016, il est placé sous sanctions par le gouvernement des États-Unis.
Kim Ki-Nam est hospitalisé pour défaillance multiviscérale en avril 2022 et meurt le 7 mai 2024, à l'âge de 94 ans.